# Hiroo Onoda
Hiroo Onoda (小野田 寛郎 Onoda Hirō?, n. 19 martie 1922, Kainan, Prefectura Wakayama, Japonia – d. 16 ianuarie 2014, Tokyo⁠(d), Tōkyō, Japonia) a fost un japonez devenit celebru datorită neobișnuitei sale povești de viață: a continuat să lupte în cel de-al II-lea Război Mondial încă 29 de ani, pentru că nu a știut că acesta se terminase.

## Biografie
Când avea 20 de ani, a fost chemat să se alăture armatei japoneze. A renunțat la slujba ce o avea și s-a reîntors în Japonia, pentru antrenamente militare. La un moment dat, Onoda a fost ales pentru a-și continua antrenamentele în cadrul academiei militare Nakano, pentru formarea sa ca ofițer de spionaj. În cadrul acestor antrenamente specifice, a deprins tehnici de colectare a informațiilor și a învățat cum să poarte lupte de gherilă. A fost format pentru a se infiltra în spatele liniilor inamice cu un număr foarte mic de soldați și să fie eficient în hărțuirea inamicilor Japoniei, adunând informații în paralel.
Pe 26 decembrie 1944, Onoda a fost trimis pe insula Lubang din Filipine, cu ordine clare din partea ofițerului superior, Yoshimi Taniguchi, de a nu capitula indiferent de circumstanțe și de a nu comite suicid, cu promisiunea că, într-un moment sau altul, însă cu certitudine, Onoda și alți soldați detașați pe insulă vor fi recuperați de către armata japoneză.
Onoda s-a alăturat, așadar, soldaților japonezi deja staționați pe insulă și la puțin timp după aceasta, insula a fost invadată de trupe inamice, ca urmare a nesecurizării eficiente a portului și a aeroportului de pe insulă. Trupele Aliaților au debarcat în data de 28 februarie 1945 și au cucerit insula cu ușurință. La puțin timp după aceasta, soldații japonezi rămași s-au divizat în grupuri mici, de 3, 4 oameni și s-au refugiat în jungla densă și în munții insulei.
Majoritatea acestor grupuri mici au fost anihilate rapid, însă grupul lui Onoda, format din Yuichi Akatsu, Siochi Shimada și Kinshichi Kozuka si bineînțeles, Onoda, a reușit să supraviețuiască. Aceștia au continuat să folosească tehnici ale luptei de gherilă pentru a hărțui trupele inamice, în timp ce și-au raționalizat strict proviziile de mâncare și muniții, prin suplimentarea rațiilor mici de orez cu banane, nuci de cocos și alte surse de hrană din junglă, precum și prin ceea ce obțineau prin raiduri sporadice asupra fermelor locale.
În octombrie 1945, după ce au ucis o vacă dintr-o fermă locală, pentru mâncare, grupul lui Onoda a găsit o foaie volantă adresată lor, din partea localnicilor, în care li se spunea că războiul a luat sfârșit pe 15 august și li se cerea să coboare din munți. Grupul lui Onoda și celelalte câteva celule de gherilă rămase au discutat intensiv pe baza foii volante și au decis că aceasta nu este altceva decât propaganda Aliaților, cu scopul de a-i determina să se predea. Oamenii lui Onoda simțeau că este imposibil ca Japonia să fi pierdut războiul într-o perioadă așa de scurtă de la detașarea lor pe insulă, fiind în necunoștință de cauză privitor la bombele atomice aruncate asupra localităților Hiroshima și Nagasaki. Pe deasupra, s-au tras focuri de armă asupra unei alte celule similară cu cea a lui Onoda, cu câteva zile înainte, fapt pe care l-au considerat că nu s-ar fi întâmplat dacă războiul într-adevăr se terminase.
Aproape de sfârșitul aceluiași an - 1945 -, localnicii filipinezi, sătui de focuri de armă și raiduri, au folosit un avion Boeing B-17 pentru a lansa foi volante deasupra junglei. Pe aceste foi era tipărit ordinul de a se preda, semnat de generalul Yamashita. Cele câteva celule rămase, analizând încă o dată foile pentru a le determina autenticitatea, au tras o concluzie similară celei dintâi: formularea ordinului dădea de înțeles că Japonia pierduse războiul, ceea ce ei nu puteau concepe. Așadar, încă o dată, au pus foile pe seama propagandisticii Aliaților, care încercau să-i determine să se predea, sătui fiind de hărțuirea eficientă a celulelor de gherilă.
Când foile volante cu ordinul generalului japonez n-au avut efect, din avioane au fost împrăștiate ziare din Japonia, fotografii și scrisori din partea familiilor soldaților. Delegații venite din Japonia au început să străbată jungla și munții, vorbind în amplificatoare, anunțând terminarea războiului, implorând soldații să se predea. În fiecare din aceste situații, Hiroo Onoda și ceilalți găseau câte ceva suspicios și mereu atribuiau evenimentele ca fiind parte a unei înșelătorii regizate de trupele Aliaților.
După 5 ani petrecuți în junglă, Akatsu – unul dintre oamenii lui Onoda – a decis că se va preda, însă nu a împărtășit gândurile sale cu ceilalți trei camarazi. Astfel, în 1949, Akatsu a părăsit grupul pe ascuns și după 6 luni petrecute singur în junglă, s-a predat cu succes celor ce încă îi considera că ar fi trupele Aliaților. Din cauza acestui eveniment, celula lui Onoda a devenit și mai precaută, ascunzându-se mai adânc în junglă și asumându-și mai puține riscuri, considerând că Akatsu a fost capturat și acesta reprezintă acum o amenințare în plus la adresa siguranței grupului.
Cinci ani mai târziu, un alt membru al grupului, Shimada, a fost ucis într-un schimb de focuri pe plaja din Gontin. Acum mai rămăseseră doar doi: Onoda și Kozuka.
Pentru încă 17 ani, cei doi au continuat să trăiască în junglă, adunând informații cum puteau ei mai bine și atacând “trupele inamice” atunci când puteau risca o astfel de acțiune. Cei doi încă erau convinși că, într-un târziu, Japonia va trimite mai multe trupe pe frontul lor și că ei vor antrena aceste trupe în stilul luptei de gherilă și că, folosindu-se de informațiile adunate în toți acești ani, vor recuceri insula.
În octombrie 1972, după 27 de ani de stat ascuns, Kozuka a fost ucis în timpul unui incident avut cu o patrulă filipineză. Japonezii îl credeau mort deja, neputându-și imagina că acesta a reușit să supraviețuiască în junglă toți acești ani. Însă acum, când aveau cadavrul lui Kozuka, au început să se întrebe dacă nu cumva Hiroo Onoda este încă în viață, chiar dacă și acesta fusese declarat oficial decedat cu mult timp în urmă.
Japonezii au trimis la scurt timp o echipă de căutare, pentru a-l găsi pe Onoda. Din păcate, acesta era foarte eficient în a se ascunde, mai ales că avea 27 de ani de practică. Așadar, echipa nu l-a putut găsi – Onoda rămânea să-și continue misiunea.
În 1974, un student japonez, Nario Suzuki, a decis să pornească într-un tur al lumii. Pe lista sa de obiective în călătoriile sale, studentul își propusese, printre altele, să-l găsească pe Onoda. Studentul a călătorit pe insula filipineză și a încercat să-i dea de urmă lui Onoda. Șocant, unde literalmente alții au eșuat lamentabil timp de 29 de ani, Suzuki a reușit. A găsit ascunzătoarea lui Onoda și pe Onoda în persoană.
Acum, bineînțeles, pentru student au început eforturile de a-l convinge pe Onoda să vină cu el înapoi în Japonia. Onoda, desigur, a refuzat. Nu dorea să se predea, nici să creadă că războiul s-a terminat, până când superiorii lui nu s-ar fi întors și i-ar fi ordonat să-și înceteze misiunea. În acest moment, Onoda considera că nu-i este permis pur și simplu să plece acasă, ci că va trebui să se predea și să se arunce la mila inamicului, ceea ce considera de neconceput. De-a lungul anilor avusese prea mare succes în folosirea tehnicilor de gherilă pe care le-a perfecționat, ucigând 30 de filipinezi, rănind peste 100 alții și distrugând multe recolte și ferme, de-a lungul a aproape 30 de ani.
Suzuki nu a văzut altă posibilitate decât să călătorească înapoi în Japonia cu știrea că l-a găsit pe Onoda. Maiorul Taniguchi, fostul ofițer superior direct al lui Onoda, acum pensionat și lucrător într-o librărie, a fost adus pe insula din Filipine și pus față în față cu Onoda, pentru a-i spune acestuia din urmă că Japonia a pierdut războiul și că va trebui să lase armele și să se predea filipinezilor.

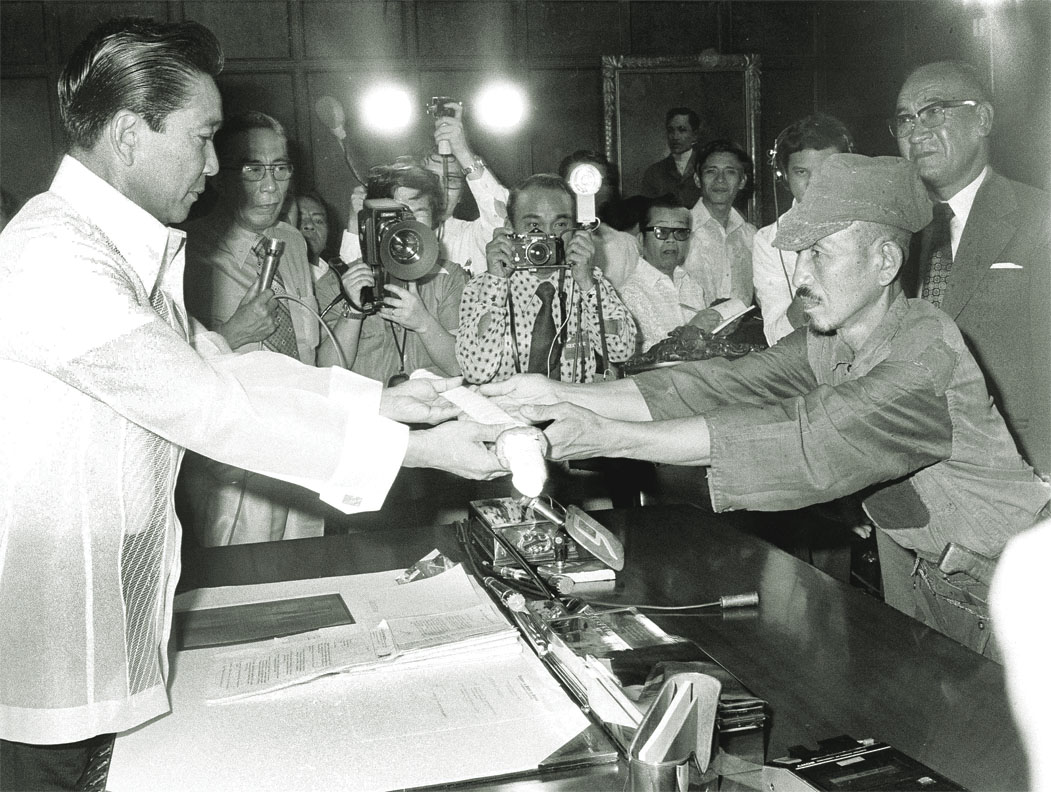
Onoda a a predat sabia de samurai președintelui filipinez Ferdinand Marcos la 10 martie 1975

Pe 10 martie 1975, la vârsta de 52 de ani, Onoda a ieșit din junglă ce-i fusese cămin atâția ani și și-a predat sabia de samurai președintelui filipinez Ferdinand Marcos. Marcos, într-un gest blamat de filipinezi dar imens apreciat de japonezi, l-a iertat pe Onoda pentru crimele sale, considerând faptul că Onoda a crezut că este în război în tot acest timp.
Când Onoda s-a reîntors în Japonia, a fost primit ca un erou. A primit chiar și plata pentru ultimii 30 de ani petrecuți în serviciu. Viața în Japonia era acum diferită de ceea ce știa el și nu toată îi era pe plac. Multe dintre virtuțile tradiționale japoneze, precum patriotismul, erau acum aproape inexistente în cultura poporului. În accepțiunea lui Onoda, acum Japonia se aliniase într-un mod nociv restului lumii și își pierduse mândria ce-o avusese odată. Așa că Onoda a decis să se mute în Brazilia, unde și-a cumpărat o fermă și s-a căsătorit.
Onoda a publicat o autobiografie: No Surrender, My Thirty-Year War, în care detaliază viața sa ca luptător de gherilă.
După ce a citit în presă despre un adolescent japonez ce și-a ucis părinții, în 1980, Onoda a devenit și mai preocupat de starea țării sale și a tinerilor din Japonia. S-a reîntors în Japonia în 1984 și a înființat o școală pentru tineri, unde îi învăța pe aceștia diverse tehnici de supraviețuire, cum să fie mai independenți și mai buni cetățeni japonezi.
În mai 1996, Onoda s-a întors în Filipine, pe insula pe care trăise 30 de ani, donând 10.000 de dolari școlilor locale. Așa cum era de așteptat, Onoda nu este prea popular printre localnicii de acolo, în ciuda donațiilor sale.

## În cultura populară
- Onoda: 10.000 de nopți în junglă (Onoda: 10,000 Nights in the Jungle) - film din 2021 de Arthur Harari